# Otxandio
Otxandio är en kommun i Spanien. Den ligger i Biscayaprovinsen i den autonoma regionen Baskien i norra delen av landet, 300 km norr om huvudstaden Madrid. Antalet invånare är 1 357 (2024). Arean är 12,39 kvadratkilometer. Otxandio gränsar till Abadiño, Aramaio, Legutio, Ubide och Dima. 